# Hokej na travi na srednjoameričkim i karipskim igrama
Hokej na travi na srednjoameričkim i karipskim igrama (eng. Central American & Caribbean Games) je međunarodno natjecanje srednjoameričkih i karipskih reprezentacija u športu hokeju na travi.
Krovna organizacija za ovo natjecanje je Panamerička hokejaška federacija (eng. Pan American Hockey Federation, kratica: PAHF). 
Hokejaška natjecanja se na ovim igrama su se prvi put održala 1998. godine u muškoj i ženskoj
konkurenciji.
Natjecanja su ponekad bila služila i kao izlučna natjecanja za Panameričke igre.

## Muški
| Godina | Domaćin                       | Zlato             | Srebro            | Bronca            |
| ------ | ----------------------------- | ----------------- | ----------------- | ----------------- |
| 2010.  | (domaćin)                     | (prvi)            | (drugi)           | (treći)           |
| 2006.  | Santo Domingo, Dom. Republika | Kuba              | Trinidad i Tobago | Nizozemski Antili |
| 2002.  | Portoriko                     | Trinidad i Tobago | Barbados          | Meksiko           |
| 1998.  | Caracas, Venezuela            | Kuba              | Meksiko           | Trinidad i Tobago |

### Vječna ljestvica
Osvajači odličja nakon kupa 2006.
| Momčad            | Prvaci | Doprvaci | Brončani |
| ----------------- | ------ | -------- | -------- |
| Kuba              | 2      |          |          |
| Trinidad i Tobago | 1      | 1        | 1        |
| Meksiko           |        | 1        | 1        |
| Barbados          |        | 1        |          |
| Nizozemski Antili |        |          | 1        |

## Žene
| Godina | Domaćin                       | Zlato             | Srebro            | Bronca   |
| ------ | ----------------------------- | ----------------- | ----------------- | -------- |
| 2010.  | (domaćin)                     | (prvi)            | (drugi)           | (treći)  |
| 2006.  | Santo Domingo, Dom. Republika | Kuba              | Nizozemski Antili | Barbados |
| 2002.  | Portoriko                     | Trinidad i Tobago | Jamajka           | Barbados |
| 1998.  | Caracas, Venezuela            | Kuba              | Meksiko           | Jamajka  |

### Vječna ljestvica
Osvajačice odličja nakon kupa 2006.
| Djevojčad         | Prvakinje | Doprvakinje | Brončane |
| ----------------- | --------- | ----------- | -------- |
| Kuba              | 2         |             |          |
| Trinidad i Tobago | 1         |             |          |
| Jamajka           |           | 1           | 1        |
| Meksiko           |           | 1           |          |
| Nizozemski Antili |           | 1           |          |
| Barbados          |           |             | 2        |

## Vanjske poveznice
- (engl.) Službene stranice  Arhivirana inačica izvorne stranice od 2. listopada 2009. (Wayback Machine)